# René Panhard

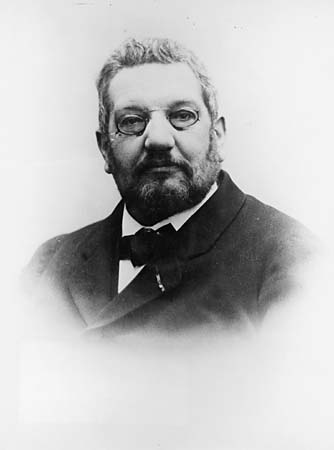
René Panhard

René Panhard (Parijs, 27 mei 1841 – La Bourboule, 16 juli 1908) was een Frans ingenieur, bekend van het automerk Panhard-Levassor.
Na zijn studie aan de École centrale Paris ging hij bij Perin werken, een bedrijf dat houten wielen en houtbewerkingsmachines vervaardigde. Weldra werd de firma een compagnonschap onder de naam Perin, Panhard & Cie. Panhard haalde zijn studiegenoot Émile Levassor bij het bedrijf. Na het overlijden van Jules Perin in 1886 werd het bedrijf hernoemd tot Panhard & Levassor. Via de Belgische industrieel Edouard Sarazin kreeg het bedrijf een licentie om in Frankrijk motoren van Daimler te bouwen. In 1889 presenteerde Panhard-Levassor zijn eerste automodel op de Wereldtentoonstelling in Parijs.
Panhards zoon Hippolyte nam deel aan wedstrijden in een Panhard. Hij was de eerste die van Parijs naar Nice reed in een benzineauto in 1893. Nadat Levassor in 1897 was overleden aan de gevolgen van een auto-ongeluk zette Panhard het bedrijf alleen voort. Hij werd opgevolgd door zijn neef Paul Panhard.

## Eerbewijzen
Panhard werd in 1878 benoemd tot ridder van het Legioen van Eer, en werd in 1906 tot officier bevorderd.